# Прінггабая (район)
Прінггабая́ (індонез. Pringgabaya) — один з 20 районів округу Східний Ломбок провінції Західна Південно-Східна Нуса у складі Індонезії. Розташований у північно-східній частині. Адміністративний центр — село Прінггабая.
Населення — 91402 особи (2012; 91226 в 2011, 90548 в 2010, 93039 в 2009, 91806 в 2008).

## Адміністративний поділ
До складу району входять 10 сіл:
| Населений пункт        | Населення, осіб (2010) |
| ---------------------- | ---------------------- |
| Апітаїк, село          | 10769                  |
| Багік-Папан, село      | 9271                   |
| Батуянг, село          | 8329                   |
| Керумут, село          | 5909                   |
| Лабухан-Ломбок, село   | 21186                  |
| Похгадінг, село        | 9277                   |
| Похгадінг-Тімур, село  | 5356                   |
| Прінггабая, село       | 13548                  |
| Прінггабая-Утара, село | 3865                   |
| Теко, село             | 3038                   |